# Gracka e Vjetër
Gracka e Vjetër (albanisch auch Grackë e Vjetër, serbisch Старо Грацко Staro Gracko; „Alt-Gracka“) ist ein Dorf im Kosovo und gehört zur Gemeinde Lipjan.

## Geographie
Gracka e Vjetër liegt etwa drei Kilometer südwestlich von Lipjan an der M-25. Nördlich verläuft die Sitnica, die das Dorf von Lipjan trennt. Südlich liegt das Dorf Gracka e Vogël (zu Deutsch Klein Gracka) und die Grenze zum Bezirk Ferizaj und zur Gemeinde Ferizaj.

## Geschichte
Kurz nach dem Kosovokrieg wurden am 23. Juli 1999 beim Massaker von Staro Gracko vierzehn hiesige serbische Bauern ermordet.

## Bevölkerung

### Ethnien
Bei der Volkszählung 2011 wurden für Gracka e Vjetër 383 Einwohner erfasst. Davon bezeichneten sich 350 als Albaner (91,38 %), 22 bezeichneten sich als Serben und über drei Einwohner konnten keine Angaben erfasst werden.
| Volkszählung | 1948 | 1953 | 1961 | 1971 | 1981 | 1991 | 2011 |
| ------------ | ---- | ---- | ---- | ---- | ---- | ---- | ---- |
| Einwohner    | 310  | 410  | 313  | 356  | 407  | 405  | 383  |

### Religion
2011 bekannten sich von den 383 Einwohnern 356 zum Islam, 22 Personen deklarierten sich als orthodoxe Christen, drei als Katholiken und zwei machten keine Angaben.